# Sony Entertainment Television
 (novembre 2021).
Si vous disposez d'ouvrages ou d'articles de référence ou si vous connaissez des sites web de qualité traitant du thème abordé ici, merci de compléter l'article en donnant les références utiles à sa vérifiabilité et en les liant à la section « Notes et références ».

Logo de Sony Entertainment Television

Sony Entertainement Television (aussi appelé SET) est une chaîne de télévision payante indienne de divertissement généraliste en langue hindi lancée le 30 septembre 1995 et détenue par Sony Pictures Networks India, une filiale du japonais Sony.
La chaîne YouTube de SET India compte 96,5 milliards de vues au total, ce qui en fait la 3e chaîne YouTube la plus regardée au total, et compte 142 millions d'abonnés, ce qui en fait la 3e chaîne YouTube au plus grand nombre d'abonnés au 20 septembre 2022.
| Pays | Quartier général    | Langue(s) | Format d'image                                     | Propriétaire | Origine                      | Date de lancement | Câble Siti                     | Unifi TV        | SonyLIV |
| Inde | Mumbai, Maharashtra | Hindi     | 1080i HDTV (réduit à 480i/576i pour le flux SDTV). | SONY         | Sony Pictures Networks India | 19 novembre 1995  | Chaîne 112 (SD) Chaîne 22 (HD) | Chaîne 343 (SD) | Inde    |